# La Maternitat i Sant Ramon
La Maternitat i Sant Ramon és un barri del districte de les Corts de la ciutat de Barcelona que confronta amb el municipi de l'Hospitalet de Llobregat. Aquest barri està format per dos sectors diferents, a ponent Sant Ramon, i el de la Maternitat i Can Bacardí a llevant.
El nom de Sant Ramon prové de la parròquia de Sant Ramon Nonat; aquest sector també és anomenat Collblanc. No s'ha de confondre amb el Collblanc antonomàstic, el barri hospitalenc homònim, que hi és veí.
La Maternitat és un nucli al voltant d'una residència assistencial, la Casa de la Maternitat i Expòsits que va construir la Diputació de Barcelona i que va encarregar a Camil Oliveras i Gensana.
A la zona central del barri hi ha tres grans equipaments, les instal·lacions del Futbol Club Barcelona, entre elles el Camp Nou, el cementiri de les Corts i el complex de la Maternitat.
Els barris històrics avui subsumits en el barri administratiu de la Maternitat i Sant Ramon són:
- Torre Melina
- Bederrida
- Can Bacardí
- Sant Ramon
- la Maternitat
- sector santsenc agregat (antigament dins el "Collblanc" santsenc)